# Bob Schaffer

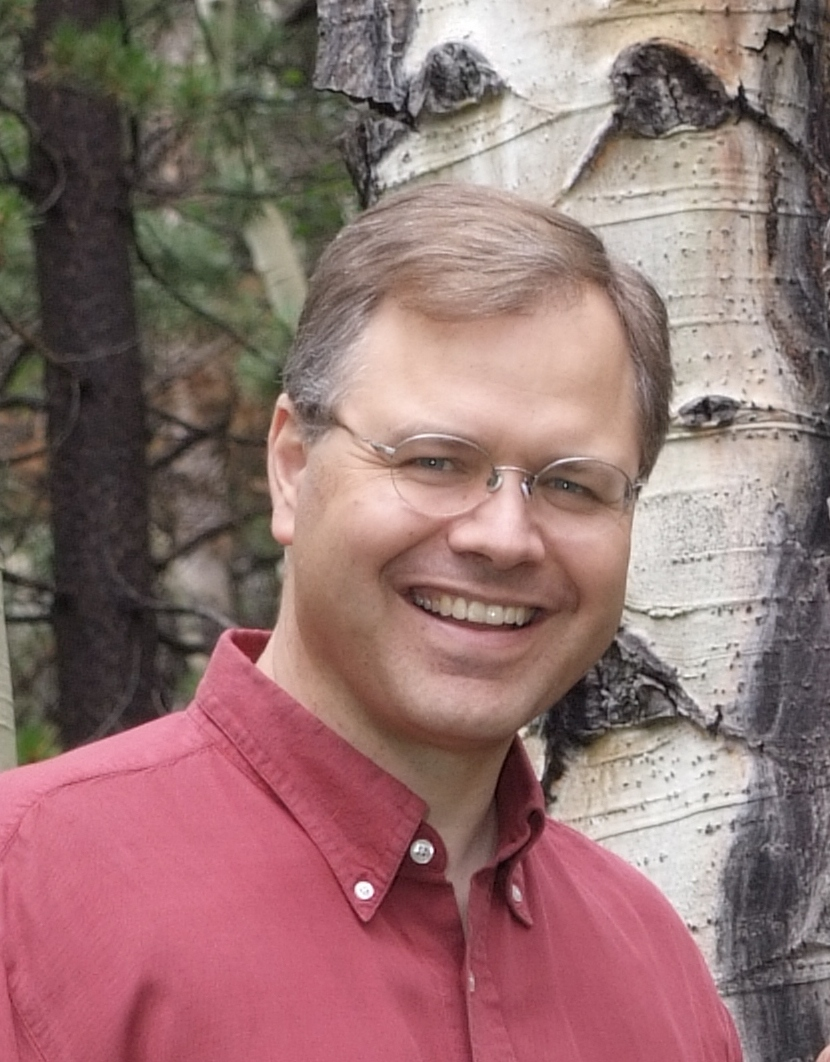
Bob Schaffer (2007)

Robert Warren „Bob“ Schaffer (* 24. Juli 1962 in Cincinnati, Ohio) ist ein US-amerikanischer Politiker der Republikanischen Partei. Er war von 1997 bis 2003 Mitglied des Repräsentantenhauses für den 4. Wahlbezirk von Colorado. Zuvor gehörte er von 1987 bis 1996 dem Senat von Colorado an.
1984 erlangte Bob Schaffer seinen Abschluss in Politikwissenschaft an der University of Dayton in Ohio. Er lebt zusammen mit seiner Frau Maureen in Fort Collins, Colorado. Die Schaffers sind römisch-katholisch und haben fünf Kinder.
2004 kandidierte er für einen Sitz im US-Senat, scheiterte jedoch in den parteiinternen Vorwahlen an Pete Coors, der wiederum Ken Salazar unterlag. Im Mai 2007 gab er seine erneute Kandidatur für den US-Senat 2008 bekannt. Sein demokratischer Gegner war der Kongressabgeordnete Mark Udall, der sich mit 52,8 Prozent der Stimmen durchsetzte und damit die Nachfolge des Republikaners Wayne Allard antrat.